# STS-67
STS-67 (ang. Space Transportation System) – ósma misja amerykańskiego wahadłowca kosmicznego Endeavour i sześćdziesiąta ósma programu lotów wahadłowców.

## Załoga
źródło
- Stephen Oswald (3)*, dowódca
- William Gregory (1), pilot
- Tamara „Tammy” Jernigan (3), specjalista misji 3
- John Grunsfeld (1), specjalista misji 1
- Wendy Lawrence (1), specjalista misji 2
- Ronald Parise (2), specjalista ładunku 2
- Samuel Durrance (2), specjalista ładunku 1

*(liczba w nawiasie oznacza liczbę lotów odbytych przez każdego z astronautów)

## Parametry misji
źródło
- Masa:
  - startowa orbitera: – kg ?
  - lądującego orbitera: – kg ?
  - ładunku: 13 116 kg
- Perygeum: 305 km
- Apogeum: 305 km
- Inklinacja: 28,45°
- Okres orbitalny: 91,5 min

## Cel misji
Lot poświęcony obserwacjom astronomicznym, w ładowni wahadłowca umieszczono laboratorium ASTRO-2.